# Клодт, Михаил Петрович
Барон Михаи́л Петро́вич Клодт фон Ю́ргенсбург, Клодт 2-й (17 [29] сентября 1835, Санкт-Петербург — 7 [20] января 1914, Санкт-Петербург) — русский живописец-жанрист и график из рода Клодт фон Юргенсбург, последователь «демократического реализма», видная фигура в петербургской живописи пореформенной эпохи, музейный работник. Академик (с 1867), профессор (с 1872) и действительный член (с 1895; по новому уставу) Императорской Академии художеств. Один из членов-учредителей Товарищества передвижников (с 1870) и Общества русских акварелистов (с 1887).

## Биография
Старший сын знаменитого ваятеля николаевской эпохи барона Петра Клодта; практически всю жизнь, не считая ученических и рабочих поездок, работал в Петербурге. Сначала занимался у Александра Агина, а с 1852 года учился в Императорской Академии художеств у Алексея Маркова. В период обучения в Академии художеств получил награды: большая и малая серебряные медали (1855), большая серебряная (1857) за картину «Финский крестьянский быт», малая золотая (1860) за картины «Из быта нормандских рыбаков» и «Внутренность нормандской хижины». В 1861 году за картину «Последняя весна» получил большую золотую медаль. Был отправлен пенсионером Академии художеств за границу на три года, с правом путешествовать такой же срок по России за казённый счёт с художественной целью.
В 1857–1860 годах работал в Париже, путешествовал по Франции вместе с двоюродным братом — бароном Михаилом Константиновичем. В 1862—1865 годах как пенсионер Академии жил в Мюнхене. За картины «Деревенские крестины» и «Возвращение с поля» получил в 1867 году звание академика. Получил премию 500 рублей (1870) по живописи жанра за картину «Антикварий», премию 600 рублей (1872) за картину «Чёрная скамья». Звание профессора (1872). Назначен действительным членом Академии художеств (1895).
Был одним из членов-учредителей Товарищества передвижных художественных выставок и Общества русских акварелистов. Преподавал в Рисовальной школе Общества поощрения художеств (1865—1867, 1875—1913), вёл занятия по акварели в Училище барона Штиглица. В 1869—1871 годах был рисовальщиком при экспедиции Императорской археологической комиссии на Таманском полуострове. С 1895 по 1914 годы служил реставратором в Эрмитаже. Кроме живописи занимался гравированием (офортом).

## Галерея

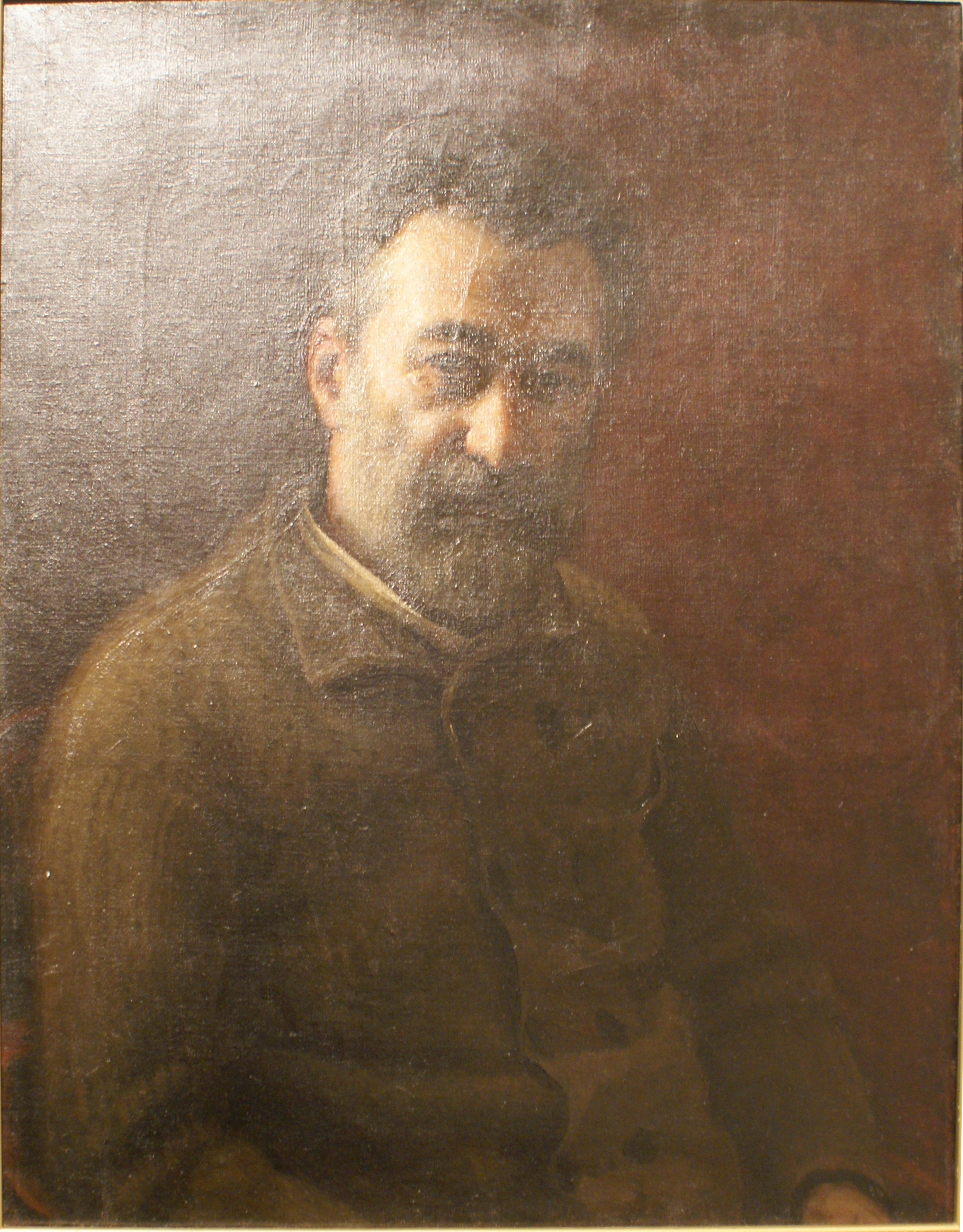
Автопортрет (1890-е годы)
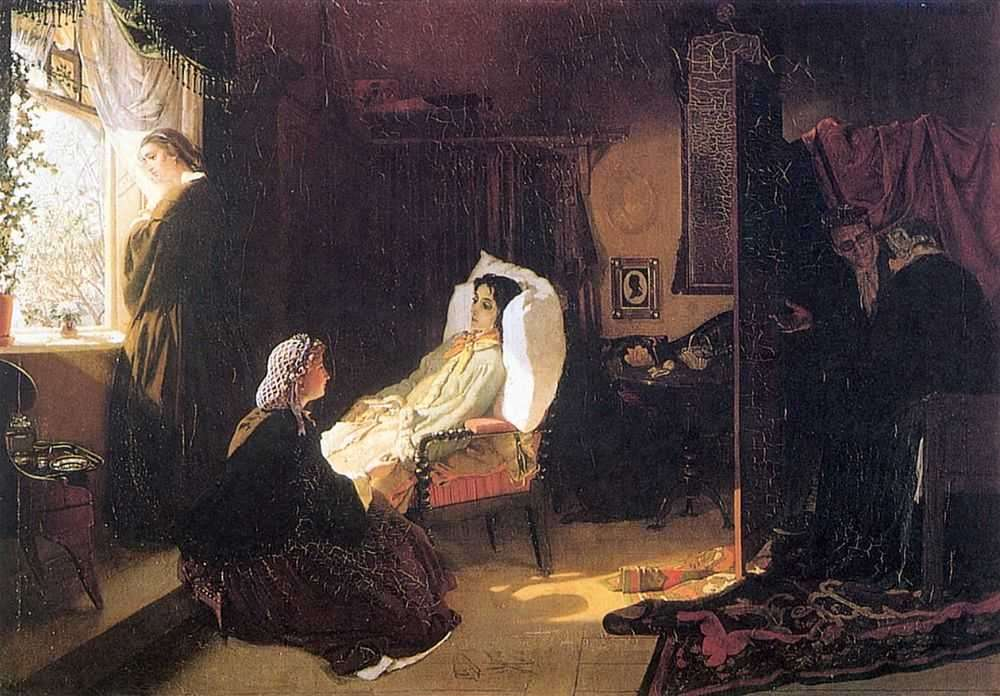
Картина «Последняя весна», удостоенная большой золотой медали Академии художеств (1861)
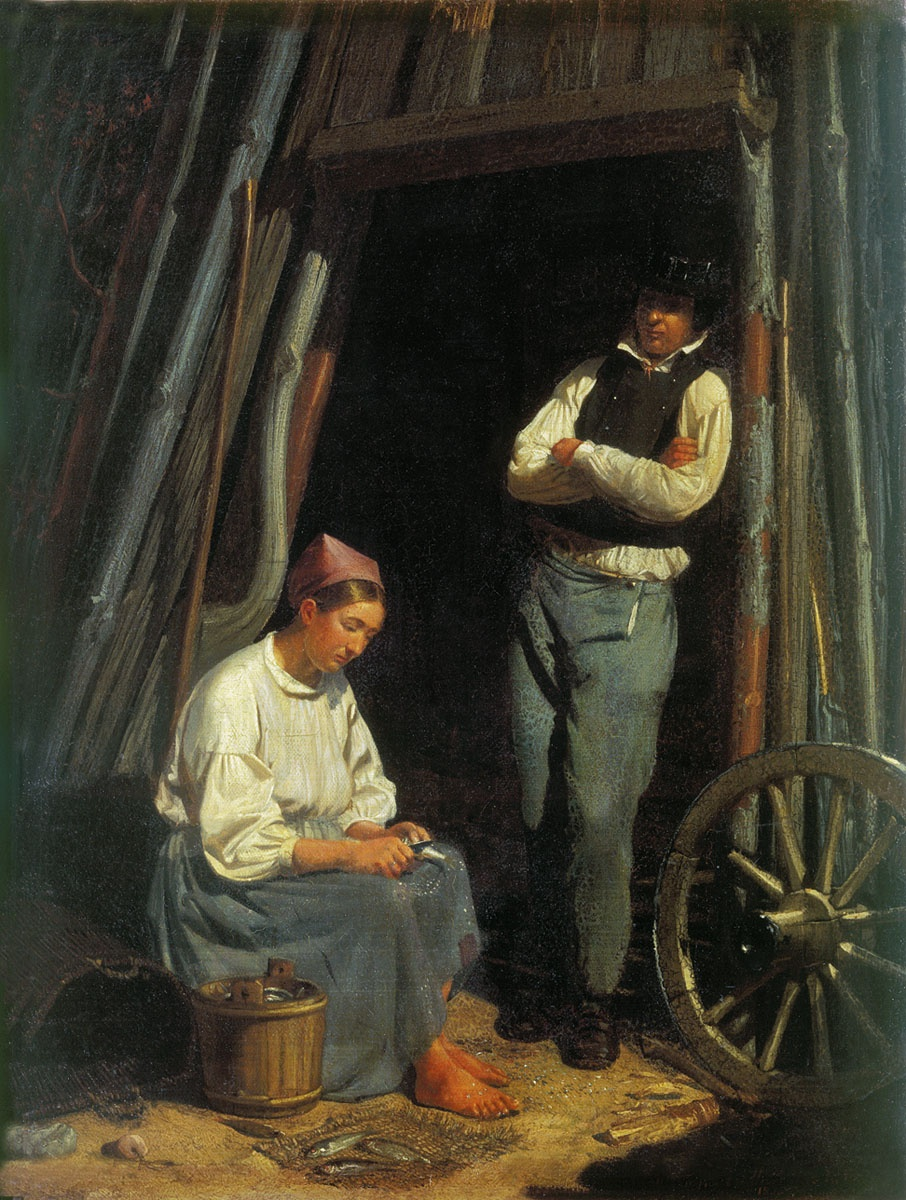
«Рыбаки-финны» (1855)
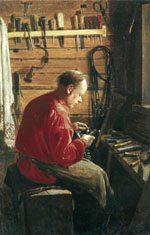
«Шорник» (вторая половина 1860-х)
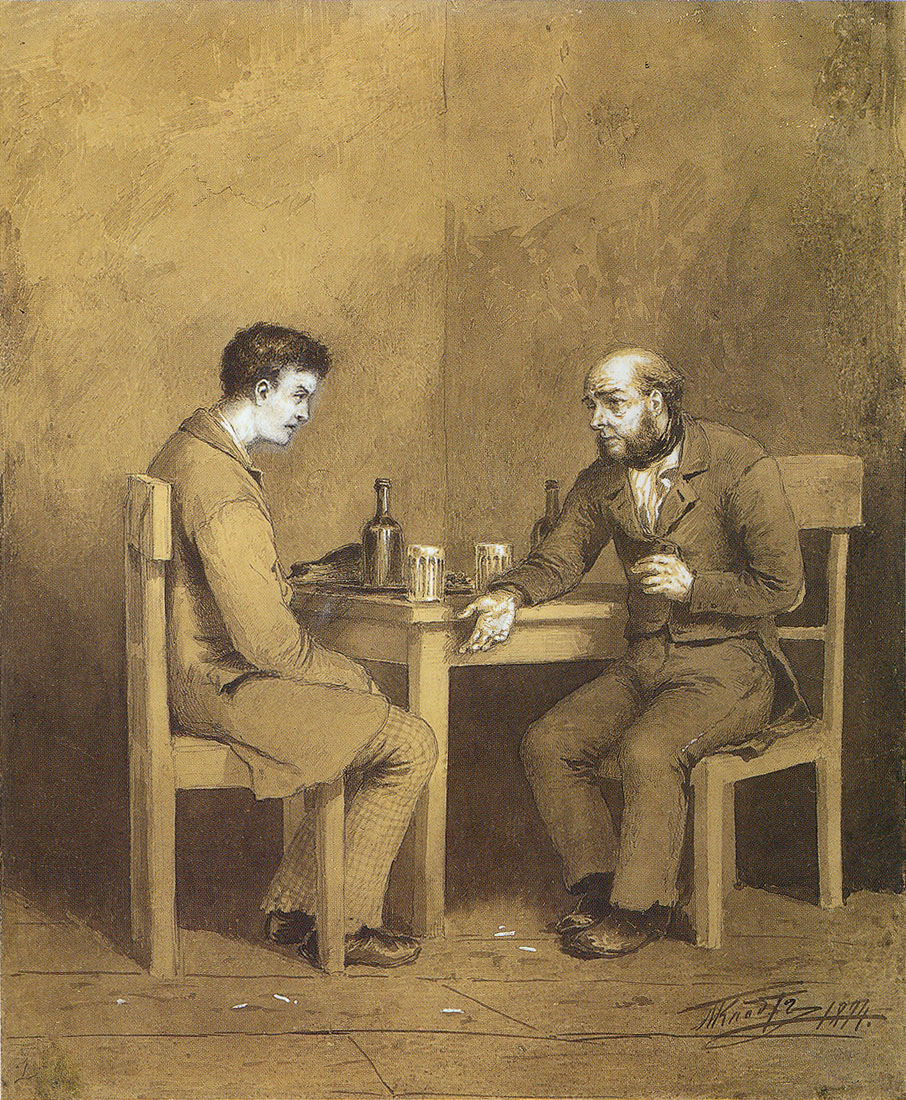
«Раскольников и Мармеладов». По мотивам романа Фёдора Достоевского «Преступление и наказание» (1874)
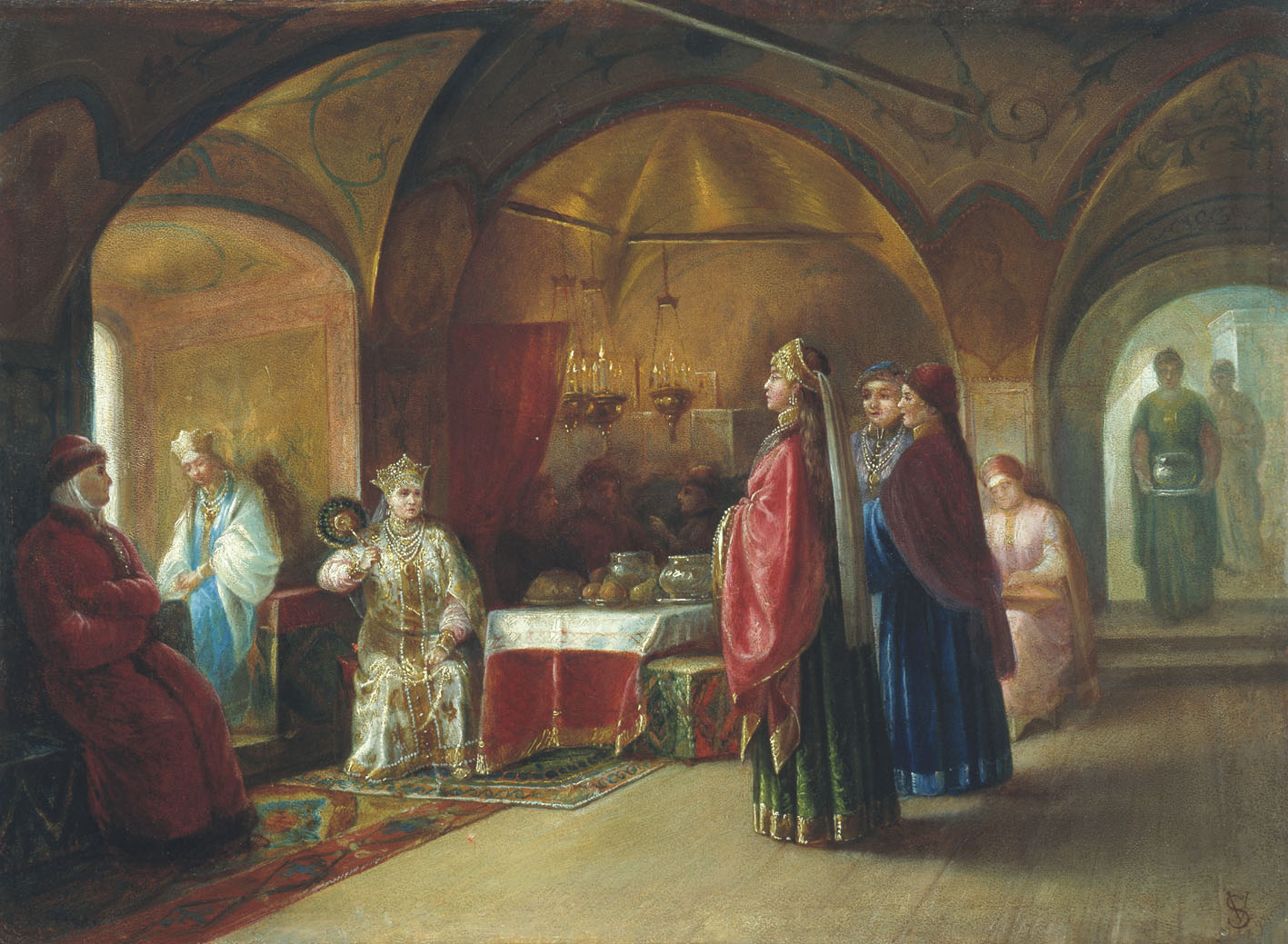
«Терем царевен» (1878)
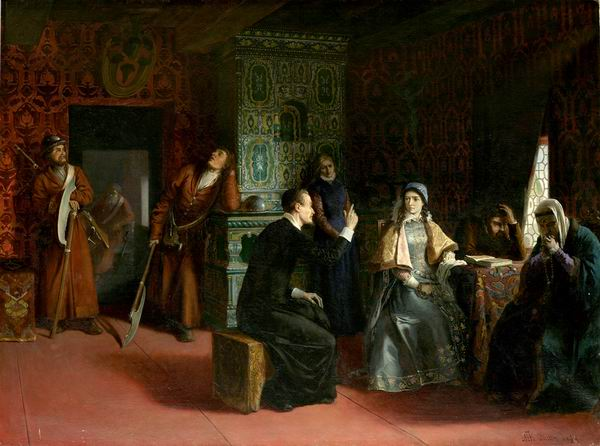
«Марина Мнишек с отцом под стражей» (1883)
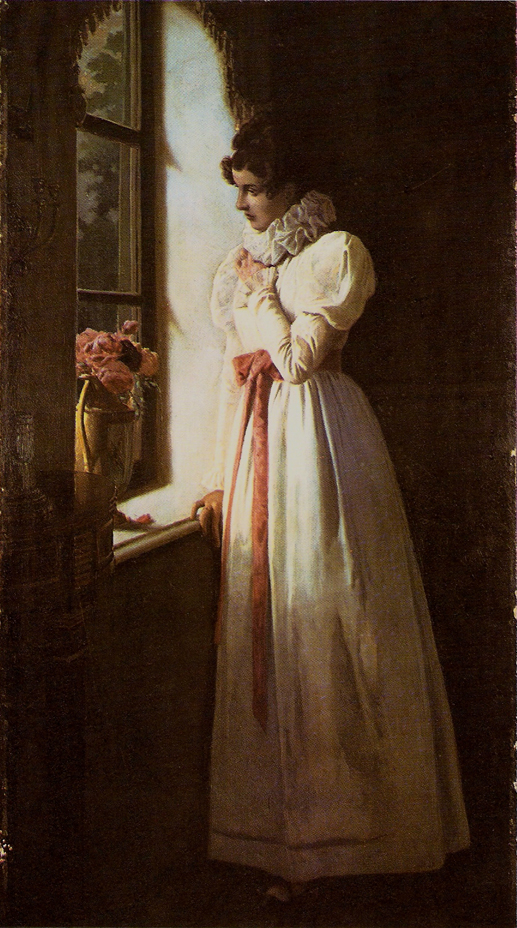
Иллюстрация к роману «Евгений Онегин» (1886)
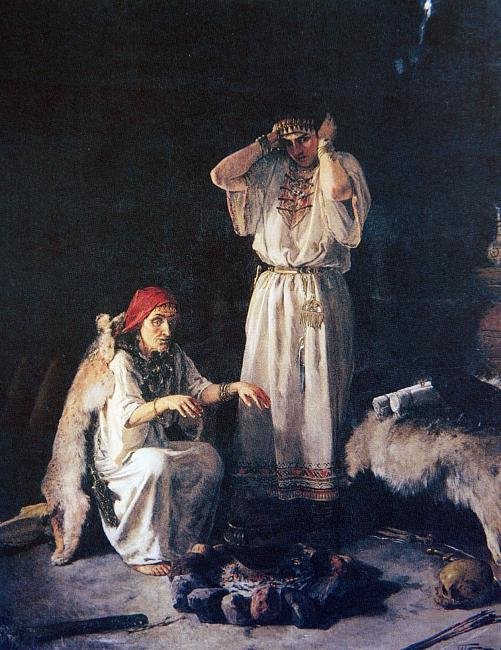
«Колдунья» (1891)

## Семья
Вторая жена (с 20.04.1901): Жанна-Виржиния Бильяр. Венчал священник Иоанн Гаврилович Субботин, служивший в церкви Военно-топографического училища в Санкт-Петербурге.

## Адреса в Санкт-Петербурге
- 1869—1887 — дом Елисеева — Биржевой переулок, д. 1 / Тучкова набережная, д. 10, кв. 9.